# 小行星1655
小行星1655（1655 Comas Solá）是一颗绕太阳运转的小行星，为主小行星带小行星。该小行星于1929年11月28日发现。
該小行星以發現者朱賽普·科馬斯·索拉命名。

## 轨道参数
小行星1655的轨道半长轴为2.7812368 UA，离心率为0.234。